# Brian Bass
Pour les articles homonymes, voir Bass.
Brian Michael Bass (né le 6 janvier 1982 à Pinehurst, Caroline du Nord, États-Unis) est un ancien lanceur droitier des Ligues majeures de baseball.

## Biographie
Brian Bass est drafté dès la fin de ses études secondaires, le 5 juin 2000, par les Royals de Kansas City. Il évolue six saisons en Ligues mineures au sein de l'organisation des Royals et devient agent libre à l'issue de la saison 2006.
Il s'engage comme agent libre chez les Twins du Minnesota le 14 février 2007. Il joue la saison 2007 en Triple-A chez les Red Wings de Rochester, puis fait ses débuts en Ligue majeure le 1er avril 2008.
Brian Bass est transféré chez les Orioles de Baltimore le 5 septembre 2008.
Utilisé comme lanceur partant lors du mois de septembre 2008 par les Orioles, Bass retrouve en 2009 le poste de releveur.
Il rejoint les Pirates de Pittsburgh le 12 janvier 2010 via un contrat de Ligues mineures.
En janvier 2011, il est invité à l'entraînement de printemps des Phillies de Philadelphie mais ne se taille pas de poste avec l'équipe et joue en ligues mineures à Lehigh Valley la saison qui suit.
Le 27 mai 2012, il est mis sous contrat par les Astros de Houston.

## Statistiques
En saison régulière
| Statistiques de lanceur |           |    |    |    |     |    |   |   |       |    |      |
| Saison                  | Équipe    | G  | GS | CG | SHO | SV | V | D | IP    | SO | ERA  |
| 2008                    | Minnesota | 44 | 0  | 0  | 0   | 1  | 3 | 4 | 68.1  | 32 | 4,87 |
| 2008                    | Baltimore | 5  | 4  | 0  | 0   | 0  | 1 | 0 | 21.0  | 13 | 4,71 |
| 2009                    | Baltimore | 48 | 0  | 0  | 0   | 0  | 5 | 3 | 86.1  | 54 | 4,90 |
| Totaux                  | Totaux    | 97 | 4  | 0  | 0   | 1  | 9 | 7 | 175.2 | 99 | 4,87 |

Note: G = Matches joués ; GS = Matches comme lanceur partant ; CG = Matches complets ; SHO = Blanchissages ; 
V = Victoires ; D = Défaites ; SV = Sauvetages ; IP = Manches lancées ; SO = retraits sur des prises ; ERA = Moyenne de points mérités.